# فانديكيا
فانديكيا (بالإنجليزية: Vandeikya)‏ هي local government area of Nigeria تقع في نيجيريا في ولاية بينو.